# LocoRoco
LocoRoco (ロコロコ, Rokoroko) é um jogo eletrônico japonês lançado em 2006 para a consola PlayStation Portable (PSP), desenvolvido e distribuído pela Sony Computer Entertainment. O jogador tem que mover os pequenos "locorocos" pelo cenário e cumprir alguns objectivos até chegar a parte final.